# 대전 하나 시티즌 FC U-12
대전 하나 시티즌 FC U-12(Daejeon Hana Citizen Football Club Under 12)는 대전 하나 시티즌 FC의 12세 이하 유스팀이다. 2007년 '보급반'이라는 이름으로 처음 창단 되었으며, 현재 김용수 감독이 팀을 이끄는 중이다.

## 같이 보기
- 대전 하나 시티즌
- 충남기계공업고등학교 축구부
- 유성중학교